# Progéria
 Mise en garde médicale
La progéria, ou syndrome d'Hutchinson-Gilford, est une maladie génétique extrêmement rare qui provoque des changements physiques qui ressemblent fort à une sénescence accélérée de ceux qui en sont atteints (vieillissement accéléré dès la première ou la deuxième année)[réf. nécessaire]. Il n'y a aucun traitement spécifique connu.
La progéria est aussi surnommée « syndrome de Benjamin Button », du nom du personnage principal de la nouvelle L'Étrange Histoire de Benjamin Button de Francis Scott Fitzgerald (1922), adaptée au cinéma par David Fincher en 2008.

## Historique
Cette maladie a été décrite en 1886 par Jonathan Hutchinson, puis par Hastings Gilford en 1897.
Progéria vient du grec geron « vieillard », cette dénomination s'expliquant par les symptômes de la maladie : les enfants atteints souffrent d'alopécie (cheveux rares), ressentent des douleurs articulaires, ont une peau très fine et sans poils, et sont affectés de troubles cardiovasculaires. Ils donnent l'impression d'un vieillissement accéléré et leur stature connaît une croissance lente, mais leurs capacités cognitives ne sont nullement altérées.

## Symptômes
La maladie touche les deux sexes. L'apparition des symptômes débute entre 18  et   24 mois. Ils se manifestent par une croissance retardée, une alopécie, et une morphologie du visage caractéristique marquée par sa petite tête, de petites mâchoires et un nez pincé. En évoluant, la maladie cause un vieillissement accéléré de la peau (rides, finesse), de l'athérosclérose, une ostéolyse des clavicules et des phalanges, des lipodystrophies, des problèmes cardio-vasculaires et la perte des cheveux. Des troubles musculaires et squelettiques apparaissent, la taille des malades ne dépassant pas 110 cm pour un poids de 25 kg. Le développement mental n'est en revanche pas affecté. La durée moyenne de vie est de l'ordre de 13 ans, le décès étant la conséquence d'un vieillissement prématuré ; Sammy Basso, biologiste italien atteint de cette maladie, a pu vivre jusqu'à l'âge de 28 ans,. En revanche, les patients ne présentent aucune maturation sexuelle prématurée, ni de cancers comme souvent lors du vieillissement habituel.

## Statistiques
L'incidence de cette maladie affecte un nouveau-né sur 4 à 8 millions, et on recense une centaine de cas dans le monde, dont 25 en Europe et trois cas en France (en 2009).

## Causes biologiques
Depuis 2003, des scientifiques français ont identifié le gène lamine A sur le chromosome 1 responsable du vieillissement prématuré des personnes atteintes. On observe chez les malades une mutation ponctuelle de substitution remplaçant un nucléotide de cytosine par un nucléotide de thymine en position 1824 dans le gène LMNA. La lamine A est une protéine structurale de la matrice nucléaire, qui sous forme de pré-lamine A se trouve dans l'enveloppe nucléaire, avant d'être clivée en lamine A qui diffuse dans le noyau cellulaire. Dans la forme mutée, la lamine A perd une cinquantaine d'acides aminés pour devenir une « progérine » qui ne peut migrer dans le noyau cellulaire : elle reste attachée à la membrane nucléaire, entraînant sa déformation et l'adhésion de la chromatine à cette dernière.
Le mécanisme précis entraînant le vieillissement prématuré reste cependant à élucider. On peut par contre déjà dire que le mécanisme défectueux dans la progéria n'est pas une exacerbation d'un processus de vieillissement normal, mais un mécanisme qui semble complètement différent.
Il existe plusieurs souches de souris ayant une maladie proche de la progéria humaine, comportant soit une mutation sur le gène LMNA, soit une mutation sur le gène Zmpste24 empêchant le détachement de la lamine de la membrane nucléaire.

## Diagnostic différentiel
Il existe d'autres syndromes, appelés « progéroïdes » comportant un vieillissement prématuré. Il s'agit du syndrome de Werner et du syndrome de Cockayne, tous deux étant dus à des mutations affectant la réparation de l'ADN.
Quant au syndrome progéroïde néonatal, il est compatible avec un mode de transmission récessif autosomique.

## Traitement
La maladie est pour l'instant constamment mortelle avant l'âge adulte normal, et il n'y a aucun traitement spécifique connu et elle ne peut être prévenue. Il existe cependant quelques pistes de recherche :
- la progérine resterait attachée à la membrane nucléaire en raison de la fixation d'un groupe farnésyl sur celle-ci. L'inhibition de cette « farnésylation », soit par diminution de la synthèse de ce composant, soit par diminution de la fixation de ce groupe, semble avoir une certaine efficacité sur la déformation du noyau[11]. Ce traitement est susceptible de prolonger la vie des patients d'environ une année et demie[12]. Le lonafarnib agit par ce mécanisme, avec une efficacité sur les complications osseuses, l'audition, sur la rigidité artérielle[13], l'atteinte neurologique[14] et la mortalité[15]. Depuis novembre 2020, la FDA (administration américaine des denrées alimentaires et des médicaments) autorise son utilisation contre la progéria aux États-Unis[16]. Un essai clinique de 2018 a montré que ce médicament réduit significativement la mortalité (3,3% contre 33,3% si non traité) lors d'un traitement et suivi médian de 2,2 ans[17]. A date de février 2021, 3 nouveaux essais cliniques sont en cours évaluant l’intérêt du lonarfanib contre la progéria[18].
- l'inhibition de la production en lamine pourrait être également une autre piste[9] ;
- des chercheurs ont récemment utilisé l'édition génomique à succès chez les souris avec progéria et espèrent pouvoir faire une expérience chez des humains avec la maladie[19].

## Dans la culture populaire

### Années 1980
Le film Blade Runner met en scène un personnage appelé J.-F. Sebastian qui s'avère atteint de progéria, qu'il mentionne sous le nom de « syndrome de Mathusalem ».
En 1983, le film Les Prédateurs de Tony Scott met en scène une femme médecin (Susan Sarandon) qui mène une étude scientifique pour trouver un remède contre la progéria.
En 1989, dans l'adaptation cinématographique du roman Nocturne indien par Alain Corneau, le personnage principal rencontre dans la salle d'attente d'une petite gare de province, une voyante atteinte de progéria.

### Années 1990
En 1994 dans le seizième épisode (Vengeance d'outre-tombe) de la série télévisée X-Files, un des personnages, le docteur Joe Ridley, a réussi à créer une méthode pour inverser les effets de la progéria pour rajeunir les humains.
En 1996, le film Jack met en scène Robin Williams comme un garçon atteint d'un problème de vieillissement. À la différence de la progéria, toutefois, il y a très peu de symptômes autres qu'un vieillissement rapide.
Dans la saga de romans de science-fiction Autremonde écrite par Tad Williams, un jeune garçon adolescent (Orlando Gardiner) est atteint de progéria.

### Années 2000
En 2006, le film Renaissance de Christian Volckman aborde le sujet de la progéria.
Dans la série Dark Angel, certains des enfants génétiquement modifiés peuvent développer un vieillissement subit.
Le livre Le Protocole Sigma de Robert Ludlum met en scène une intrigue autour de la découverte d'un « sérum de rajeunissement » élaboré après des expériences sur des enfants atteints de progéria.
Le roman L'enfant de cristal, de Theodore Roszak, met en scène un enfant atteint de progéria.
Dans le livre de Jean-Claude Mourlevat, La troisième vengeance de Robert Poutifard, le frère de la troisième personne de laquelle Robert Poutifard veut se venger est atteint de progéria, appelée « Hutchinson Gilford ».
Dans le roman À l'estomac de Chuck Palahniuk, un personnage est atteint de progéria.
Dans le deuxième épisode de la série Fringe, une femme accouche d'un bébé qui grandit à une vitesse incroyable, et meurt de vieillesse quatre heures après l'accouchement.
Le film indien Paa, produit en 2009 par Amitabh Bachchan, traite spécifiquement de la progéria en se penchant sur les relations entre un enfant atteint et son père.
Dans l'épisode 6 de la saison 2 de la série Smallville, un personnage est atteint de progéria, cependant la maladie est revue par le réalisateur pour les besoins de la série.
L'artiste peintre et musicien sud-africain Leon Botha est atteint de progéria. Il meurt le 14 janvier 2010 à l'âge de vingt-six ans, devenant ainsi l'individu le plus vieux à être mort de cette maladie, jusqu'en 2024 où le record est dépassé par Sammy Basso (mort à vingt-huit ans).
Dans la série de bande dessinée Travis, un EGM (« Être Génétiquement Modifié ») confesse avoir été programmé (en plus de posséder quatre mains pour travailler mieux dans l'espace) avec une forme de progéria qui ne lui permettra pas de dépasser les 35 ans.
Dans la bande dessinée de Alcante et Montgermont, Quelques jours ensemble, un homme d'une trentaine d'années apprend qu'il est papa d'un garçon de 13 ans, Julien, atteint de progéria.
L'intrigue de l'épisode 21 de la saison 2 de la série Bones tourne autour d'une personne atteinte de cette maladie.
Dans l'épisode 9 de la saison 6 de la série TV The Shield, un membre important du gang salvadorien vole de l'argent pour sauver son fils atteint de progéria.

### Années 2010
Le groupe de rap sud-africain Die Antwoord fait apparaître dans le clip de la chanson Enter The Ninja le DJ Leon Botha atteint de progéria aux côtés du chanteur Ninja et de la chanteuse Yo-Landi Vi$$er,.
Le film sud-coréen My brillant life, réalisé en 2014 par Lee Jae-yong , raconte l'histoire d'un garçon de 16 ans atteint par cette maladie.
Dans la première des nouvelles de Trois vies chinoises, Dai Sijie met en scène un jeune garçon atteint de progéria.
Dans la saga cinématographique Resident Evil, on apprend dans le dernier volet qu'Alice est un clone d'Alicia Marcus qui est atteinte de la maladie.

### Années 2020
Adalia Rose Williams, jeune youtubeuse qui racontait sa maladie et son quotidien sur les réseaux sociaux est décédée à l'âge de 15 ans le 12 janvier 2022.
Le biologiste Sammy Basso meurt le 5 octobre 2024 à l'âge de vingt-huit ans, devenant ainsi l'individu le plus vieux à être mort de cette maladie.